# 대한민국 제3대 대통령 선거
제3대 대통령 선거와 제4대 부통령 선거는 1956년 5월 15일 직접 선거로 실시되었다. 대통령 선거에서는 이승만 대통령이 재선되었으며, 부통령 선거에서는 장면 전 총리가 당선되었다.
이 선거는 한국 전쟁의 결과로 대한민국으로 편입된 수복지구 유권자들이 참여한 첫 선거이기도 하다.

## 선거 운동 이전
1948년 제정된 헌법과 1952년 개정된 헌법의 제55조는 대통령의 임기와 연임에 대하여 "대통령의 임기는 4년으로 한다. 단, 재선에 의하여 1차 중임할 수 있다"라고 규정하고 있다. 이 헌법 규정대로라면 이승만은 더 이상 출마조차 할 수 없음에도 불구하고 이승만은 또 다시 자신이 집권하기 위해 '초대에 한해서 중임을 철폐한다'는 내용을 담긴 개헌안이 사실상 부결되었으나 '사사오입의 원리'를 내세워 2차 개헌을 통과 시키는데 이를 '사사오입 개헌'이라고 한다.

## 후보 선출
선거는 정·부통령 선거사상 최초로 여당과 야당이 후보지명과 확고한 러닝 메이트 시스템 속에 정당대결로 진행되었다.

### 자유당
집권 자유당은 3월 6일 임시대의원대회에서 만장일치로 이승만 대통령과 이기붕 민의원의장을 정·부통령 후보로 지명하였다.
| 자유당 제3대 대통령·제4대 부통령 후보      | 자유당 제3대 대통령·제4대 부통령 후보                      |
| 대통령 후보 이승만                         | 부통령 후보 이기붕                                         |
| ------------------------------------------ | ---------------------------------------------------------- |
|                                            |                                                            |
| 제1·2대 대통령 제헌 국회의장 제헌 국회의원 | 제3대 전반기 민의원의장 제3대 국방부 장관 제3대 민의원의원 |

### 민주당
민주당은 3월 29일 전국대의원대회에서 신익희 전 민의원의장과 장면 전 총리를 각각 정·부통령 후보로 지명하고 《못살겠다. 갈아 보자》라는 구호 하에 자유당을 공격하였다.
| 민주당 제3대 대통령·제4대 부통령 후보                      | 민주당 제3대 대통령·제4대 부통령 후보       |
| 대통령 후보 신익희                                         | 부통령 후보 장면                            |
| ---------------------------------------------------------- | ------------------------------------------- |
|                                                            |                                             |
| 제헌·제2대 민의원의장 제헌 국회부의장 제1·2·3대 민의원의원 | 제2대 국무총리 제헌 국회의원 초대 주미 대사 |

### 진보당
진보당 창당을 준비하던 진보당창당추진위원회는 3월 31일 진보당 전국추진위원대표자회의를 열고 만장일치로 조봉암 전 농림부장관을 대통령후보로 지명했다. 진보당은 동시에 서상일 전 의원을 부통령 후보로 지명했으나, 본인이 수락을 거부하자 4월 1일 선거대책위원회를 열고 박기출 전 경상남도체육회장을 부통령 후보로 지명했다.
| 진보당 제3대 대통령·제4대 부통령 후보                            | 진보당 제3대 대통령·제4대 부통령 후보                                      |
| 대통령 후보 조봉암                                               | 부통령 후보 박기출                                                         |
| ---------------------------------------------------------------- | -------------------------------------------------------------------------- |
|                                                                  |                                                                            |
| 제2대 전·후반기 민의원부의장 초대 농림부 장관 제1·2대 민의원의원 | 진보당 선거대책부위원장 전 진보당 추진위원회 의장 전 민족자주연맹 중앙위원 |

### 군소 후보

#### 공화당
공화당은 4월 1일 중앙위원회를 열고 이범석 전 총리를 부통령 후보로 지명하였으며, 대통령 후보는 지명하지 않기로 하였다. 이범석은 사실상 이승만 박사를 대통령 후보로 지지하며 선거전에 나섰다.

#### 조선민주당
조선민주당은 4월 3일 중앙상무집행위원회를 열고 이윤영 수석최고위원을 부통령 후보로 지명하였으며, 대통령 후보는 지명하지 않았다. 이윤영은 대통령 후보로 이승만 대통령을 지지하기로 했다.

#### 기타
윤치영 대한국민당 최고위원은 3월 31일 부통령 선거 출마를 선언하였다. 윤치영은 이 날 자신은 국민당의 공천을 받은 것이 아니고 개인 자격으로 입후보하는 것이며, 대통령으로는 이승만 박사를 지지한다고 밝혔다.
예언자를 자칭하는 것으로 유명한 백성욱 전 내무부 장관 역시 "이승만 대통령의 3선을 위해 나선다"며 4월 5일 부통령 선거 출마를 선언하였다.
이승만과 숙질지간이라는 이종태도 4월 8일 이승만을 지지한다며 부통령 선거에 무소속 입후보를 선언하였다. 전혀 알려진 바가 없는 이종태라는 인물의 등장은 일부 흥미를 끌기도 했으나, 선거를 불과 이틀 앞둔 5월 13일 이승만 대통령이 이기붕을 원하는 것이 확실해보인다며 사퇴를 선언하였다.
윤정훈 조국봉찬회 회장은 무소속으로 부통령 후보에 출마하려 했으나 후보 등록 서류를 후보 등록 마감 3분 뒤에 제출하여 입후보가 각하되었다.

## 결과

### 선거 운동 기간

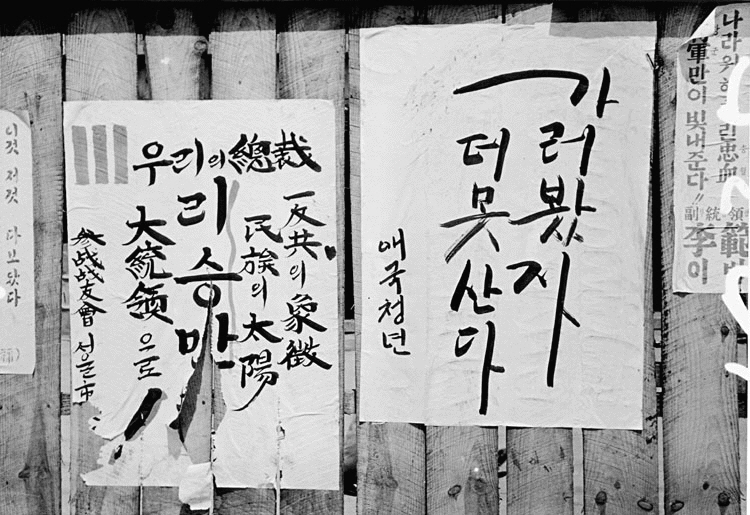
선거 당시 민주당의 슬로건에 반하여 자유당이 내놓은 "가라봤자 더못산다" 선거 포스터

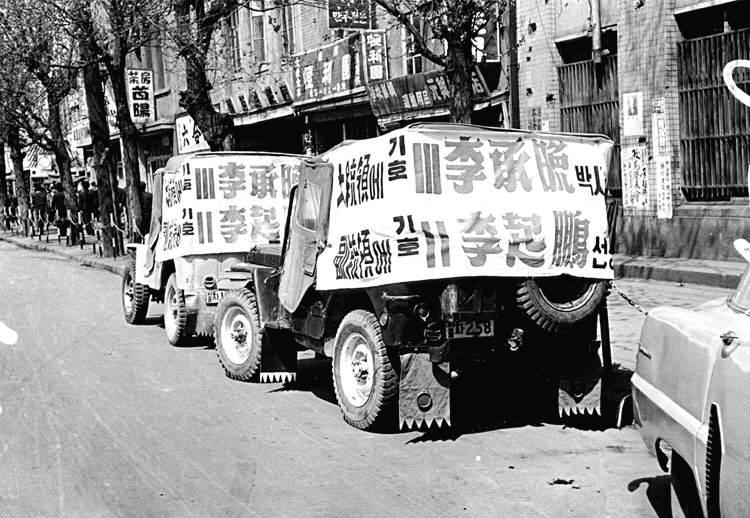
자유당의 선거 홍보 차량

민주당과 진보당은 자유당에 대항하기 위한 후보 단일화를 진행했다. 이 과정에서 진보당은 대통령 선거에는 민주당의 신익희 후보가 나가되, 부통령 선거는 진보당의 박기출 후보로 단일화할 것을 제안했다. 그러나 민주당은 대통령과 부통령 둘 다 민주당의 후보로 단일화해야 한다는 입장이었고, 협상은 진전을 보지 못하고 있었다.
그러던 4월 25일 양당은 일단 조봉암이 후보직을 사퇴해 대통령 선거에서라도 단일화를 하는 것을 합의했으나, 선거운동 기간 중인 5월 5일 민주당의 대통령 후보 신익희가 전라남도, 전라북도 지방을 유세하는 도중에 뇌일혈로 졸도하여 사망하는 사고가 발생했다.
이로써 대통령 후보는 이승만과 조봉암, 2인 밖에 남지 않게 되어, 조봉암이 사실상의 야권 단일 후보가 되었다.
그러나 반공 보수 정당이던 민주당은 끝까지 진보인 조봉암을 지지하지 않았고, 도리어 지지자들에게 신익희를 추모하는 뜻에서 무효표를 던질 것을 독려하는 추모표 캠페인을 벌였다.

#### 선거일
민주당의 추모표 캠페인은 기대 이상의 효과를 얻어, 무려 투표수 9,067,063표 중 20.5%인 1,856,818표의 무효표가 나오게 되었다. 이런 현상은 야당세가 상대적으로 강한 서울에서 가장 두드러지게 나타났다. 서울은 투표자수 608,741명 중에 284,359명이 무효표를 던져 유효투표율은 53.8%에 그쳤다. 반면 부통령선거에서는 서울의 투표수 중 96.4%가 유효표였고, 민주당 장면 후보가 76.9%를 얻었다.
자유당을 지지하지 않는 유권자들의 두 번째 반응은 이승만에게 유일하게 대결할 수 있었던 무소속 조봉암의 지지로 나타났다. 제2대 대통령선거전에서 11.3%의 득표율에 그쳤던 조봉암이 3대 선거에서는 30%의 지지율을 확보했다. 조봉암은 이 선거에서 북한의 자금을 받았다는 혐의로 1958년 체포돼 사형선고를 받고 처형됐다. 2011년 대법원은 무죄를 선고했다.
이승만이 얻은 득표는 무효표를 포함한 전체 득표의 55.66%였다. (조봉암은 23.86%, 무효표가 20.48%) 그나마도 정확히 유효득표에서 둘째자리까지 딱 떨어지는 지지율과 부산에서의 부정선거 의혹 등으로 빛이 바랬다. '죽산이 득표에서 이기고, 개표에서 졌다'라는 말 외에도 여러 증언으로 나왔다. 조봉암의 고향인 강화군에서는 2만표 가량이 이승만 표로 둔갑했다는 주장도 있었다.
 "조봉암이라는 사람을 공산주의자로 몰아서 죽인 것은 전적으로 1956년 대통령 선거 때문입니다. 사실상 조봉암이 이승만을 이긴 선거였거든요. (중략) (공화당 국회의원을 지낸 박종태 씨) 얘기가, 개표장에서 표를 100장 단위로 묶는데 조봉암 표가 워낙 많이 나오니까 조봉암 표 98장에다 앞뒤로 이승만 표를 한 장씩 붙이고는 이승만 표 100장으로 계산했다는 겁니다. 그런데도 나중에는 양쪽에 붙일 이승만 표가 부족했다고 합니다.

## 선거 결과

### 대통령 선거
후보자별 득표율
|  | 70% |

|  | 30% |

#### 지역별 결과
|  | 63.3% |

|  | 36.7% |

|  | 77.1% |

|  | 22.9% |

|  | 86.1% |

|  | 13.9% |

|  | 77.1% |

|  | 22.9% |

|  | 60.2% |

|  | 39.8% |

|  | 72.1% |

|  | 27.9% |

|  | 55.3% |

|  | 44.7% |

|  | 62.3% |

|  | 37.7% |

|  | 90.8% |

|  | 9.2% |

|  | 87.9% |

|  | 12.1% |

### 부통령 선거
후보자별 득표율
|  | 46.4% |

|  | 44.0% |

|  | 3.67% |

|  | 2.8% |

|  | 2.7% |

|  | 0.4% |

#### 지역별 결과
|  | 76.9% |

|  | 16.3% |

|  | 3.7% |

|  | 2.1% |

|  | 0.6% |

|  | 0.4% |

|  | 44.9% |

|  | 42.3% |

|  | 5.5% |

|  | 4.1% |

|  | 2.5% |

|  | 0.7% |

|  | 51.8% |

|  | 33.7% |

|  | 6.0% |

|  | 5.2% |

|  | 3.0% |

|  | 0.3% |

|  | 43.7% |

|  | 42.6% |

|  | 6.0% |

|  | 3.7% |

|  | 3.4% |

|  | 0.5% |

|  | 51.0% |

|  | 40.3% |

|  | 3.4% |

|  | 3.0% |

|  | 1.9% |

|  | 0.3% |

|  | 45.3% |

|  | 43.7% |

|  | 5.8% |

|  | 2.8% |

|  | 2.1% |

|  | 0.3% |

|  | 54.4% |

|  | 36.1% |

|  | 3.1% |

|  | 3.1% |

|  | 2.9% |

|  | 0.4% |

|  | 52.5% |

|  | 42.0% |

|  | 2.6% |

|  | 2.0% |

|  | 0.5% |

|  | 0.3% |

|  | 80.2% |

|  | 13.6% |

|  | 3.1% |

|  | 1.8% |

|  | 0.9% |

|  | 0.4% |

|  | 68.6% |

|  | 19.9% |

|  | 6.9% |

|  | 2.4% |

|  | 1.9% |

|  | 0.2% |